# Silaus popovii
Silaus popovii är en flockblommig växtart som beskrevs av Jevgenij Korovin. Silaus popovii ingår i släktet Silaus och familjen flockblommiga växter. Inga underarter finns listade i Catalogue of Life.